# ゴト
ゴトとは、パチンコやパチスロにおいて不正な方法で出玉を獲得するいかさま賭博。語源は「仕事」の略。「ゴト行為」という表現をすることもある。

## 概要
基本的には「パチンコ店が意図しない方法で客が大量の出玉を獲得するもの」を指すが、以下に述べるように「不正な方法」とされるものは多岐にわたる。
なおゴト行為による玉・メダルの獲得は「刑法235条・窃盗罪」、また不正行為が目的での入店は、店舗管理者の意思に反する立ち入りとして「刑法130条・建造物侵入罪」が適用され、法により罰せられる（体感器#体感器の違法性も参照）。
ホールコンピュータの一部にはゴトの自動検知を目的とした「異常遊技の検知機能」を持つものがある。

## 主な方法

### パチンコ・パチスロ共通
ぶら下がり
遊技台に不正な部品を取り付ける物。台の中でハーネス接続された部品がぶら下がる様子から俗に「ぶら下がり」と呼ばれる。
不正チップ、裏モノ、基板交換ゴト
本来のチップや基板を不正な物と交換し、メーカーが設計した内容と異なるゲーム性に書き換えられたもの。本来は店側が仕込むことが大半であるが、閉店後に店舗へ侵入、基板を差し替えたりする手法がメイン。中にはメーカー社員と運送会社社員が結託し、新台の入荷前の段階で基板を裏モノと入れ替えて納品を行い、不正に出玉を得たという事件が発生したこともある。
注射
遊技台のセキュリティが向上、また警察やメーカー側の対策が普及、不正基板の装着が困難なことになったため発生、元々は裏モノ等を扱うホール側での手口。不正基板を台に接続し、RAM情報を一時的に上書きしてしまう手口。電源をOFF/ONするとRAMの内容が元に戻ってしまい、発覚し難いことから一時期は猛威を奮ったが、4号機以降のセキュリティが向上した機種ではセルゴトに取って代わられ、現状ではほぼ存在しない。
体感器を使用するもの
玉の打ち出しのタイミングなどを遊技台内部の特賞抽選の周期に同期させるように、遊技者に知らせるための特殊な電子機器を用いたもの。ソレノイドを使って直接レバーを叩くことも行われている。メーカー側が体感器を利用したゴトに対する注意喚起を呼びかける例もある。タイミングを得るために、センサーによって微弱信号を読み取るものも存在する。振動センサ等によってレバー操作の履歴を得て、そこから押し順を教えてくれるというものも存在する。
電波発射機を使用するもの
遊技台に電波を発射して台のセンサー等を誤検知させるもの。補助としてデカ玉、糸付き球を使うこともある。パチンコだけでなく、パチスロにも使われている。電波を台に向けて発射し、基板に障害を起こしてその1ゲームを無かったことに(無効化)したり、体感器と組み合わせてリールを始動させる、擬似信号を電波に乗せて基板に送り込む、など様々な手口がある。

### パチスロ
クレジットを不正に貯めるもの
パチスロ特有のゴトで、パチスロ機のコインセレクターを誤検知させて、実際にはコインが投入されていないのにコインが投入されたものと認識させるもの。現在のパチスロ機にはコインを50枚まで貯められるクレジット機能があるため、「クレジットを貯める→払い戻し」を繰り返すことで多くのコインを獲得できる。このための機器は俗に「クレマン」などと呼ばれる。
コイン戻し
パチスロ特有のゴト。パチスロ機のコインセレクターを通過したコインは通常ならパチスロ機内部のホッパーに貯留されるが、それを貯留させずに遊技者の手元に戻してしまうというもの。
ホッパーゴト
不正基板や器具をホッパー(払い出し器具)へ到達させ、誤動作させることによりメダルを盗み出す手口。払い出しをカウントさせず通常よりも多くのメダルを払い出させる手口や強制的に全てのメダルを払い出させる手法など、機種やメーカー枠によって行われる行為も様々である。
セルゴト(ショートゴト)
針金やピアノ線を本体へ挿入し、基板へ不正な信号(特定小役の擬似信号)を流すことにより強制的に大当たりを引く、連チャンモードを仕込むといった手法。サブ基板メイン管理が主流のパチスロ5号機で幅広く被害が認められる。基板に限らず、コインセレクターに線を仕込みショートさせ意図的に大当たりを発生させる手口も存在する。鬼浜爆走紅蓮隊 爆音烈士編など

### パチンコ
ガセ玉（ヤミ玉、持ち込みゴトとも）
パチンコ特有のゴトで、パチンコ店が貸し出す正規のパチンコ玉以外の玉を店に持ち込んで使うもの。持ち込んだ玉をそのままジェットカウンターに流し換金を狙うものから、正規のものと異なるサイズの玉を使って大当たりを引きやすくすることを狙うものなど、実際の手口は幅広い。この手口の発祥はかなり古く、昭和30年代には既に被害例があったものと見られている。
油ゴト
パチンコ特有のゴトで、パチンコ玉に油やクリーム等を塗ることで玉の摩擦力を変化させ大当たりを引きやすくするというもの。ゴトの性質上、玉の動きが大当たりに直結する羽根モノや権利物・一般電役といったタイプの台が狙われやすい。
磁石ゴト
パチンコの登場当初より存在する手法。盤面に磁石を近づけ、球の動きを操作することによって特定入賞口に入賞し大当たりを獲得させたり、ブドウを作って遊技を有利に進める行為がある。仕組み上、羽根物や一発台がターゲットになりやすい。昨今の機種は磁石検知センサーを標準で搭載しているが、センサーに検知されないほど微力な磁石で操作を行うもの、検知されないギリギリの範囲を見極めて実行するもの、センサーを無効化する手口など、様々な手法が存在する。
釘曲げゴト
パチンコ特有のゴト。特殊器具等を用いて盤面の釘を曲げ、遊技を有利に進める手法。以前は針金等の物理器具が主流であったが、台のセキュリティが厳しくなった昨今では店員を装って堂々と台を開けて釘を曲げる者、理由を付けて店員に盤面を開けさせてその隙に指で釘を曲げてしまう者など、大胆な手口が増えている。
糸付き玉
パチンコ専用ゴト。接着剤やテープ等を貼り付けた玉を盤面に打ち出し、ワープ付近や入賞口付近でこぼれ球を防いで遊技を有利に進める手口。GARO等の複合機で特定入賞口に球を入賞させ、意図的に大当たりや連荘を行わせる手法も存在する。糸カッターなど、枠それぞれに対策部品が取り付けられていることも多いが、パチンコの構造上100%防ぐことは極めて困難
ドツキゴト
パチンコ専用ゴト。台をドツく(振動を与える)ことにより故意に球の動きを操作する手口。羽根物や一発台がターゲットになり、パチンコの登場初期から存在する手法。メーカー側も振動感知器を搭載するなどの対策を行うが、小刻みにドツいて振動センサーを回避したり、セルゴトや特殊な器具を併用して振動センサーを無効化させたり、スピーカーを塞いで警告音を聞こえづらくしたり、手口を上げるとキリが無いほどの手法が存在する。

### その他
機種特有の不具合を利用するもの
これらは厳密にはゴト行為ではなく、遊技台のハード・ソフト上そのもの不具合を利用したもの。特に致命的なものについては、メーカー側が当該機種の回収・交換や店への補償などを行うことが多い。過去の主な例としては『コンチネンタル』（瑞穂製作所）、『ゴールドX』（アルゼ）の事例がある。

## 対策部品問題
ゴト事案が発生すると、当然ながらパチンコ店側ではそれに対する対策を行うことになるが、人手による監視等だけでは対策に限界があるため、一般的にはゴト事案ごとに対応した対策部品を遊技台に取り付けて対応することが多い。しかしこの対策部品の扱いについていくつか問題が存在する。
一つは対策部品の取り付けに関するもの。遊技台自体は風俗営業等の規制及び業務の適正化等に関する法律（風営法）上の営業設備の一部に当たるため、遊技台に対策部品を取り付けるということは「営業設備の変更」に他ならない。このため対策部品は各都道府県の公安委員会の認可を受けたものしか取り付けることができないほか、取り付けに当たっては所轄の警察署への届出が必要になる。しかし対策部品の認可については都道府県で判断が異なるケースがある。
もう一つが対策部品取り付け済みの遊技台の扱い。新台や中古台の購入・チェーン店相互間での台の移動などである店に新たに台を設置するケースでは、一度対策部品を全て外してメーカー出荷時の状態に戻してからでなくては警察への届出が行えないのだが、対策部品の中には「一度取り付けたら取り外し不可能」というものも少なくなく、対策部品付きの台を中古台として売却することができないなど、パチンコ店側に不自由を強いている。ただ、現在も法律・政令上はこの状況が続いているが、警察庁では2009年に通達を出し、公安委員会認可済みの対策部品については部品の取り外しなしで届出を認めることとしているため、認可部品に関しては事実上問題が解消したといえる。
もう一つは無認可部品による対策(違法改造)が存在する。セルゴト等の部品を挿入する手口に対する方法として「経路を塞いでしまう」という最も単純な対策が考えられるが、対策部品の出荷に時間が掛かる場合や、コストが発生することを嫌った一部のホールでは無認可部品による対策が実施される場合がある。この場合、風営法で定められた「軽微な変更」に該当するかどうかは所轄の判断に左右され、法令上では軽微な変更で済まされるはずのホットボンドやインシュロックなどを使用した対策等についても地域によって使用可・不可の判断が異なり、現場の混乱を招いている。

## ゴトを題材にした作品
- ゴト師株式会社
- 釘師サブやん